# Бонфильо, Сузанна
Сузанна Бонфильо (итал. Susanna Bonfiglio; род. 8 сентября 1974 года в Савоне, пров. Савона, Лигурия, Италия) — итальянская профессиональная баскетболистка, выступавшая в женской национальной баскетбольной ассоциации. Не выставляла свою кандидатуру на драфт ВНБА 2002 года, но ещё до начала очередного сезона заключила контракт с командой «Финикс Меркури». Играла на позиции разыгрывающего и атакующего защитника.
В составе национальной сборной Италии Бонфильо принимала участие на Олимпийских играх 1996 года в Атланте, а также стала победительницей летней Универсиады 1995 года в Фукуоке и завоевала серебряные медали чемпионата Европы 1995 года в Чехии, помимо того принимала участие на чемпионате мира 1994 года в Австралии и чемпионате Европы 1997 года в Венгрии.

## Ранние годы
Сузанна Бонфильо родилась 8 сентября 1974 года в городе Савона (провинция Савона).